# 's-Gravesloot
 's-Gravesloot (ook wel, maar historisch onjuist, 's-Gravensloot gespeld) is een polder in de provincie Utrecht en in de gemeente Woerden. Tevens is het een weg in Kamerik, die loopt tussen het stedelijk gebied van Woerden en de polder. Tot 1975 was de polder deel van het waterschap Kamerik-Mijzijde en 's-Gravesloot, daarna valt het waterbeheer onder verantwoording van waterschap De Stichtse Rijnlanden.

## Geschiedenis
De polder werd in de twaalfde eeuw ontgonnen, vanuit de richting van de Oude Rijn. De bodem bestaat uit klei en klei op veen en wordt vooral als weidegrond gebruikt. Een deel van de klei werd al in de late Middeleeuwen afgegraven ten behoeve van de steen- en pannenbakkerijen.
's-Gravesloot was een Ambachtsheerlijkheid en bleef dit tot de Franse tijd. In 1811 werd 's-Gravesloot samengevoegd met de heerlijkheden Kamerik-en-de-Houdijken en Kamerik-Mijzijde tot de nieuwe mairie (gemeente) Kamerik. In 1817 werd deze weer gesplitst en ontstond een zelfstandige gemeente 's-Gravesloot, die tot 1857 heeft bestaan en toen opnieuw bij Kamerik werd gevoegd. Deze situatie bleef bestaan tot 1 januari 1989, toen Kamerik opging in de nieuwe gemeente Woerden.
Het structuurplan van de gemeente Woerden maakte in de jaren zeventig nog gewag van bouwplannen in de te annexeren polder 's-Gravesloot. Het Woerdense verkeer zou dan met een noordelijke randweg om die grootschalige nieuwbouw worden geleid. Na de gemeentelijke herindeling van 1989 is echter door de Woerdense gemeenteraad gekozen voor handhaving van het open karakter van de polder. Ook de noordelijke randweg is uit de gemeentelijke plannen geschrapt. Daarmee heeft de nieuwe Woerdense gemeenteraad het standpunt van de voormalige gemeente Kamerik overgenomen. Ook het provinciale Streekplan verzet zich tegen bebouwing en wegaanleg in het open gebied ten noorden van de stad Woerden.
De smalle weg is tijdens de ochtend- en avondspits geopend voor gemotoriseerd bestemmingsverkeer.

## Naamgeving
Voor 1989 lag de weg 's-Gravesloot in de gemeente Kamerik. Die hanteerde de spelling zonder 'n', gelijk aan de naam van de polder. Het zuidelijke bebouwingslint langs de weg maakte ook toen al deel uit van de gemeente Woerden, dat de naam als 's-Gravensloot spelde. In 1989 werd besloten tot één schrijfwijze. Nadat een voorstel van gemeentearchivaris L.Cl.M. Peters om de historische benaming Gravesloot in ere te herstellen was afgewezen, werd gekozen voor de Woerdense schrijfwijze, omdat die taalkundig juist zou zijn. De poldernaam bleef echter ongewijzigd 's-Gravesloot.
Hoewel de weg intussen in één gemeente ligt loopt er nog altijd een onzichtbare scheidslijn over de weg. De huizen aan de noordkant hebben een Kamerikse postcode, die aan de zuidkant een Woerdense. Ook in kerkelijk opzicht vallen de bewoners van de noordzijde van de weg onder Kamerik.

## Bebouwing
De bebouwing van 's-Gravesloot bestaat in feite uit drie delen. Ten noorden van de weg ligt de traditionele agrarische bebouwing, met boerderijen en, tegenwoordig, landhuizen. Op de hoek van 's-Gravesloot en de kade langs de Grecht bevindt zich de kleine buurtschap De Hoge Boom, die uit slechts enkele huisjes bestaat. Hier, in de uiterste zuidwesthoek van de polder, staat ook een pompstation van het drinkwaterleidingbedrijf Oasen.
Aan de zuidelijke kant van de weg, oorspronkelijke ook agrarisch gebied van de polders Oudeland en Tournoysveld, kwam geleidelijk de stedelijke bebouwing van Woerden.
Er zijn drie gemeentelijke monumenten aan de weg gelegen; huisnummers 19-20, 38-39 en 101. Bij een voormalige herenboerderij groeit de in Nederland beschermde en zeldzame steenbreekvaren (Asplenium trichomanes). Deze werd indertijd door een apart bestemmingsplan van de gemeente Kamerik beschermd.